# Agathomyia lutea
Agathomyia lutea är en tvåvingeart som beskrevs av Cole 1919. Agathomyia lutea ingår i släktet Agathomyia och familjen svampflugor.
Artens utbredningsområde är Kalifornien. Inga underarter finns listade i Catalogue of Life.